# Morgoth
Morgoth – postać ze stworzonej przez J.R.R. Tolkiena mitologii Śródziemia.
Początkowo miał na imię Melkor i był najpotężniejszym z Ainurów, mającym udział w wiedzy i władzy każdego z pozostałych. Nim powstał świat, często zapuszczał się samotnie w Pustkę (wydawało mu się, że Ilúvatar nie ma co do niej żadnych planów; palony żądzą stwarzania Bytów własnego pomysłu niecierpliwie pragnął wypełnić ją po swojemu). Zazdrościł Manwemu zwierzchnictwa nad Valarami, stał się pyszny i przewrotny. Skomponował, a następnie wprowadził własne motywy do Ainulindalë.
Później razem z innymi Ainurami zstąpił na Eę. Wniósł w świat zło i przeszkadzał pozostałym Valarom w kształtowaniu świata. Służyła mu część Majarów, m.in. Balrogowie oraz Sauron.
Za swoje czyny został pojmany, skuty Angainorem – nierozrywalnym łańcuchem wykutym przez Aulego – i uwięziony w Valinorze na 300 lat Drzew (czyli na okres równy w przybliżeniu prawie 2875 latom słonecznym).
Gdy został uwolniony, udał skruchę, przygotowując kolejny spisek. Jego celem było zniszczenie Drzew, czego dokonał z pomocą Ungolianty. Następnie ukradł Silmarile i zbiegł do Środziemia. Został wtedy przeklęty przez Fëanora i przezwany Morgothem. Imię to znaczy Czarny Nieprzyjaciel Świata. Odtąd używano tego imienia.
Morgoth na północy Śródziemia odbudował swoją twierdzę, Angband, w której rozmnażał wszystkie złe stworzenia zasiedlające Śródziemie, między innymi orków, trolle, smoki.
Stał się przekleństwem Śródziemia, przez długie wieki terroryzując jego mieszkańców: elfów, ludzi i krasnoludów. U schyłku Pierwszej Ery w wyniku poselstwa Eärendila został ostatecznie pokonany przez Valarów. Według Drugiej Przepowiedni Mandosa zginie w Dagor Dagorath zabity przez Túrina.
W Księdze zaginionych opowieści zamiast Melkor użyta jest forma Melko.